# Wybory parlamentarne w Islandii w 2021 roku
Wybory parlamentarne w Islandii w 2021 roku – wybory do Althingu, parlamentu Islandii. Najwięcej miejsc otrzymała Partia Niepodległości, w sumie weszło w skład parlamentu 63 posłów z 8 ugrupowań.
Premierem po raz drugi została Katrin Jakobstóttir z Ruchu Zieloni-Lewica.

Okręgi wyborcze

Mandaty z poszczególnych okręgów

## System wyborczy
Althing składa się z 63 posłów, wybieranych w sześciu okręgach wyborczych (liczących 10 lub 11 mandatów) w głosowaniu proporcjonalnym (przy zastosowaniu metody D’Hondta). W każdym okręgu istnieje 9 mandatów zwyczajnych oraz 1 lub 2 tzw. mandaty wyrównawcze, przyznawane partiom, które przekroczyły w skali kraju wynoszący 5% próg wyborczy. W przypadku, gdyby w którymś z okręgów liczba wyborców reprezentowanych przez posła w parlamencie wynosiła mniej niż połowa wyborców reprezentowanych przez posła w innym okręgu, komisja wyborcza koryguje liczbę mandatów w tych okręgach, która jednak nie może być mniejsza niż sześć.

## Wyniki wyborów
| D                                   | Partia Niepodległości           | 48 708  | 24,39 | 16 | 0  |  |
| B                                   | Partia Postępu                  | 34 501  | 17,27 | 13 | +5 |  |
| V                                   | Ruch Zieloni-Lewica             | 25 114  | 12,57 | 8  | -3 |  |
| S                                   | Sojusz                          | 19 825  | 9,93  | 6  | -1 |  |
| F                                   | Partia Ludowa                   | 17 672  | 8,85  | 6  | +2 |  |
| P                                   | Partia Piratów                  | 17 233  | 8,63  | 6  | 0  |  |
| V                                   | Viðreisn                        | 16 628  | 8,33  | 5  | +1 |  |
| M                                   | Partia Centrum                  | 10 879  | 5,45  | 3  | -4 |  |
| J                                   | Islandzka Partia Socjalistyczna | 8 181   | 4,10  | 0  | –  |  |
| O                                   | Frjálslyndi lýðræðisflokkurinn  | 845     | 0,42  | 0  | –  |  |
| Y                                   | Ábyrg framtíð                   | 144     | 0,07  | 0  | –  |  |
| Razem                               | Razem                           | 199 730 | 100   | 63 | –  |  |
|                                     |                                 |         |       |    |    |  |
| Głosy ważne                         | Głosy ważne                     | 199 730 | 97,92 | –  | –  |  |
| Głosy nieważne i puste              | Głosy nieważne i puste          | 4 249   | 2,08  | –  | –  |  |
| Głosy razem                         | Głosy razem                     | 203 979 | 100   | 63 | –  |  |
| Wyborcy/frekwencja                  | Wyborcy/frekwencja              | 254 681 | 80,09 | –  | –  |  |
| Źródło: Urząd Statystyczny Islandii |                                 |         |       |    |    |  |

## Mandaty
Poszczególne okręgi wyborcze Islandii otrzymały:
| Nazwa okręgu         | Liczba mandatów |
| -------------------- | --------------- |
| Północny Reykjavík   | 11              |
| Południowy Reykjavík | 11              |
| Północno-zachodni    | 8               |
| Północno-wschodni    | 10              |
| Południowy           | 10              |
| Południowo-zachodni  | 13              |